# Kullassina-bel
Kullassina-bel de Kish fou el segon rei sumeri de la primera dinastia de Kish; la llista de reis sumeris li assigna una durada al regnat de 960 anys (en algunes còpies només 900 anys). El seu nom voldria dir "Tots foren reis" i se li hauria donat per representar un període sense autoritat central. Els seus successor porten noms d'animals.